# Турбе џамија
Турбе џамија (раније Хабил ефендије џамија) се налазила у Београду у блоку садашњих улица: Симине, Француске, Господар Јевремове и Доситејеве.

## Историја
Хабил ефендије џамија је саграђена почетком 17. века и постала је центар истоимене махале. Налазила се преко пута везировог сараја. Хабил ефендија је био познати београдски муфтија. У дворишту џамије покопано је тело Кара Мустафа-паше, после катастрофалног неуспеха турског похода на Беч и његовог погубљења 1683. године по налогу султана. Саграђено је и турбе на мезару, па је вероватно од тог времена Хабил ефендије џамија и прозвана „Турбе џамија“ чији је назив трајао до краја 19. века.
Ова џамија је у периоду аустријске окупације (1717–1739) била претворена у војну болницу. После поновног доласка турске војске 1739. године, након аустријског пораза код Гроцке, џамију је обновио дефтердар Ахмед ефендија за душу свог оца.
Турбе џамија је након отварања Београдског позоришта служила за смјештај позоришних ствари.

## Архитектура
Турбе џамија је имала у основи 11,00 x 11,00 m, а висину до врха кубета 16,00 m. Објекат је припадао једнопросторној поткуполној џамији, са неуобичајеним решењем завршног дела грађевине, где су се изнад пандантифа налазиле куполице на угловима са доста високим тамбуром, шестоугаоног пресека.
Грађевина на видљивим фасадама има по два отвора који се завршавају шиљатим луцима. Постављен је подесни венац, а затим се зид без отвора доста високо диже до кровног венца, где прелази у осмоугаону основу тамбура. Како четири стране тамбура заклањају куполице, прозори су постављени само на остале четири стране у равни фасадних зидова. И ови прозори су били завршени шиљатим луцима. Купола је била ниска и покривена оловом, као и угаоне куполице.